# Avenue Louise

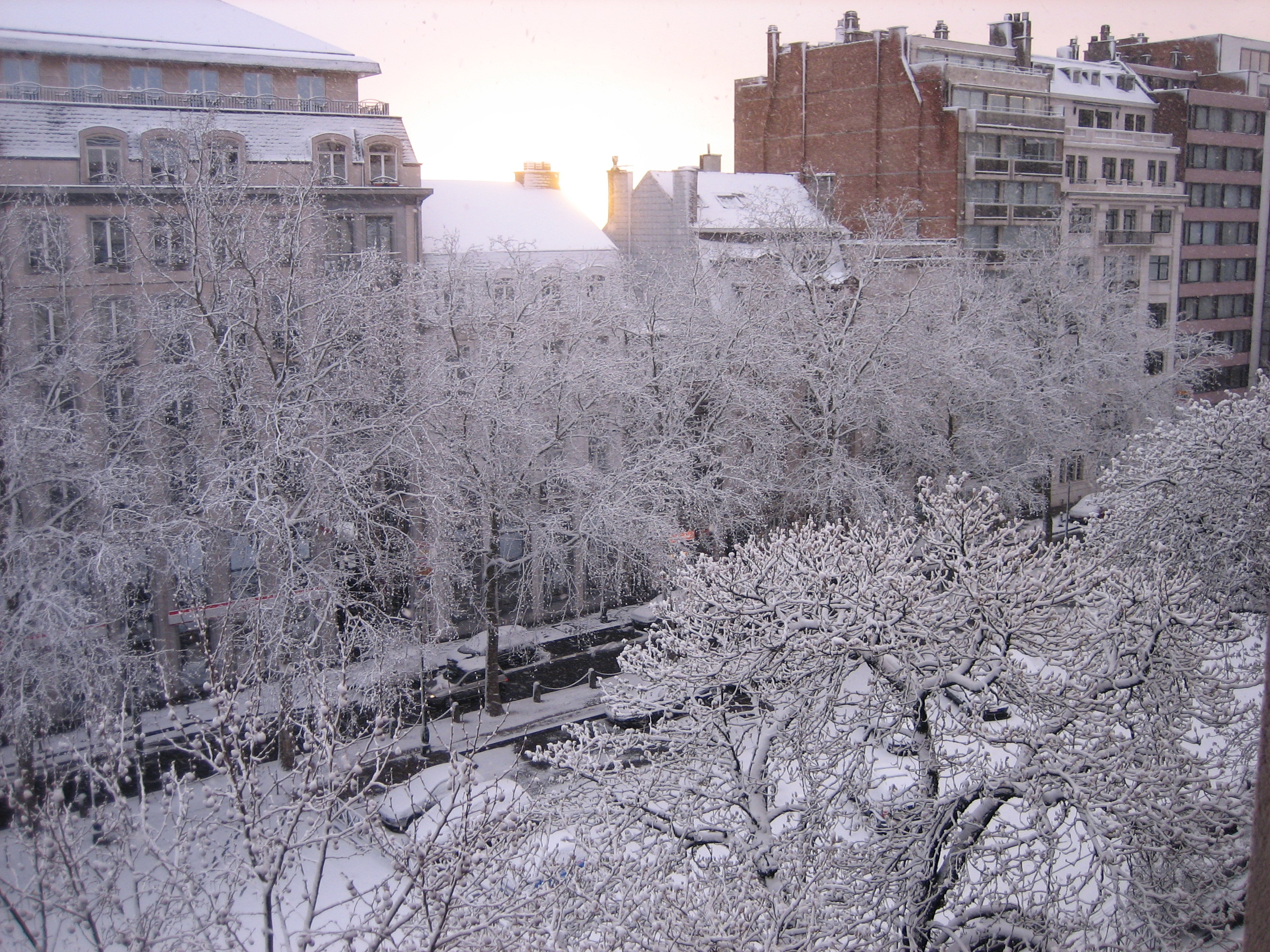
La Avenue Louise en invierno.

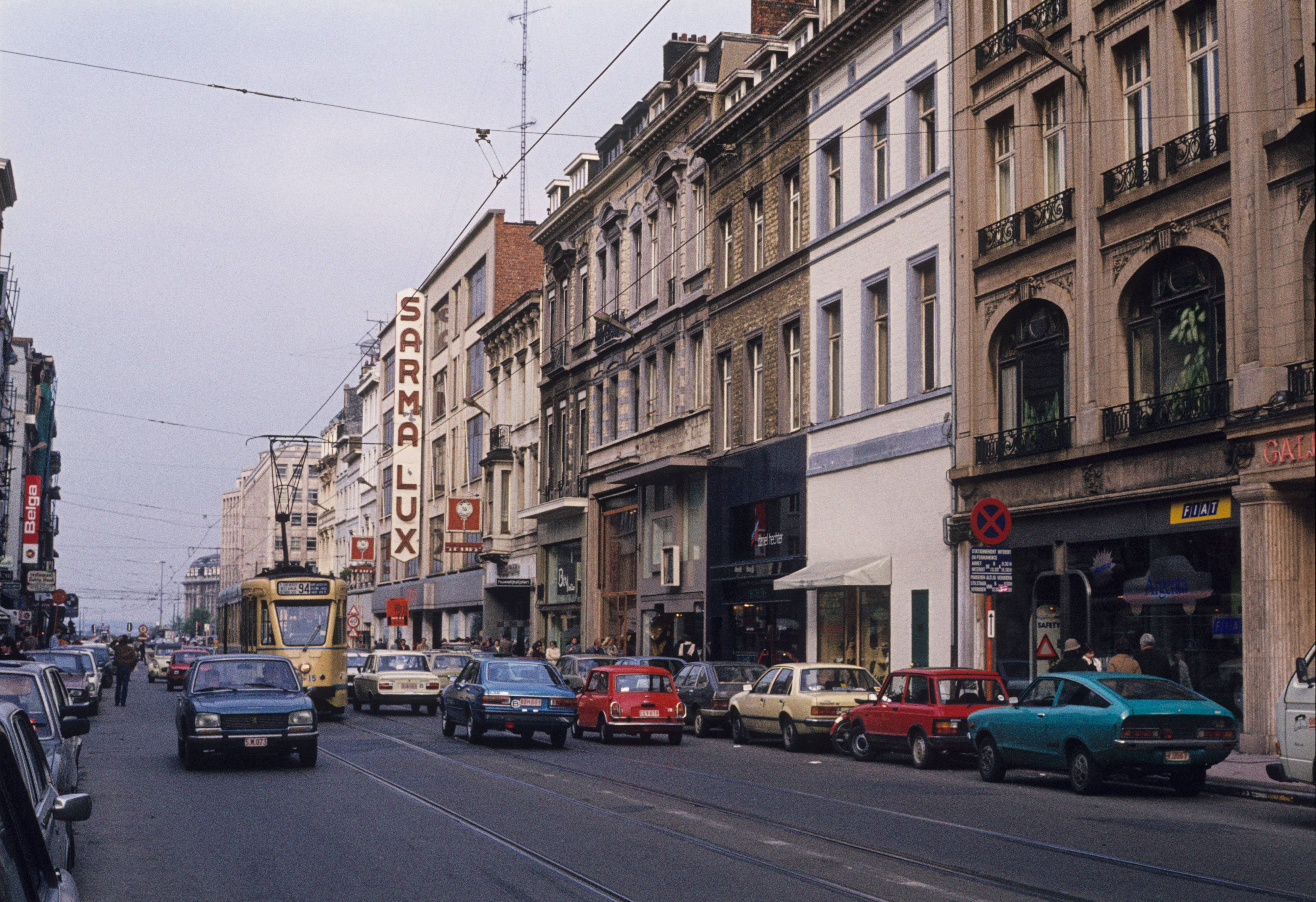
Una foto de 1981 de la avenida.

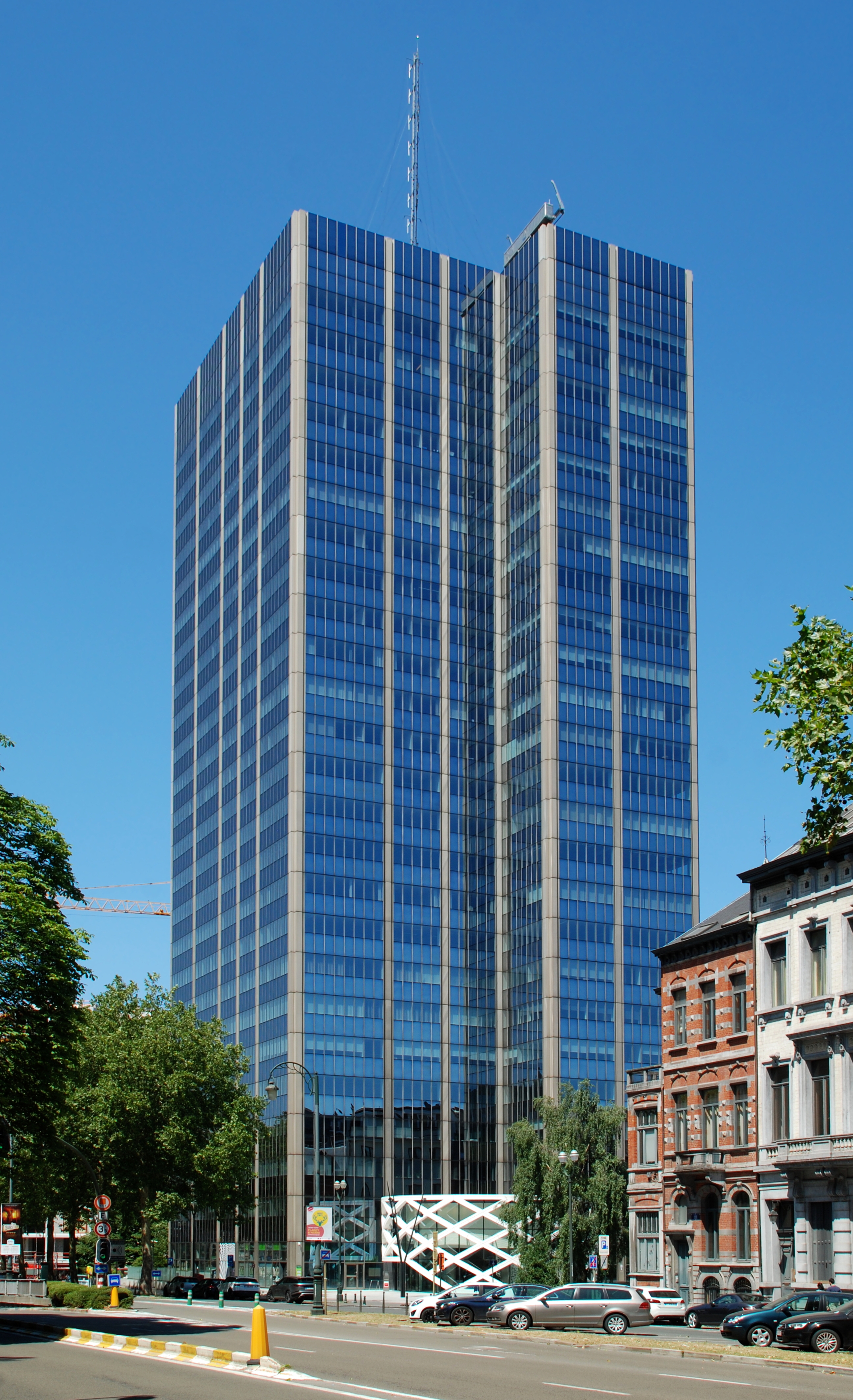
Blue Tower en la Avenue Louise.

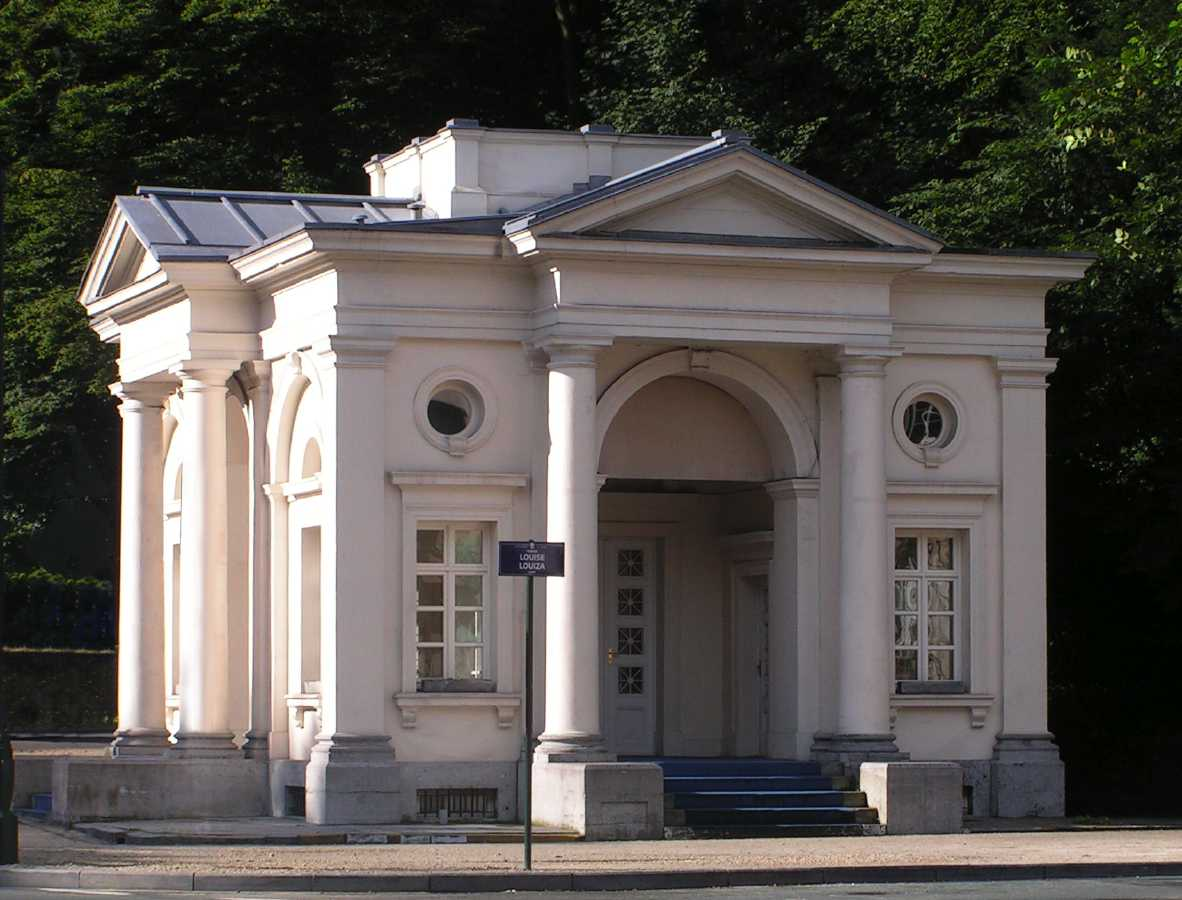
La entrada del Bosque de la Cambre.

La Avenue Louise (en francés) o Louizalaan (en neerlandés) es una importante calle de Bruselas, Bélgica. Discurre hacia el sureste desde la Place Louise hasta el Bosque de la Cambre, cubriendo una distancia de 2,7 km. Es una de las calles más prestigiosas y caras de Bruselas.

## Historia
La construcción de la Avenue Louise empezó en 1847 como una avenida monumental bordeada por castaños que permitiría un fácil acceso a la popular zona de ocio del Bosque de la Cambre. Fue también la primera arteria haussmanniana de la ciudad. El nombre se escogió en honor a la hija mayor del Rey Leopoldo II, la Princesa Luisa.
Sin embargo, la ciudad de Ixelles (entonces, al igual que ahora, un municipio separado de la Ciudad de Bruselas), cuyo territorio atravesaría la avenida, se opuso tenazmente al proyecto. Tras años de negociaciones infructuosas, Bruselas finalmente se anexionó la estrecha banda de terreno necesaria para la avenida más el Bosque de la Cambre en 1864. Esa decisión explica la extraña forma de la actual Ciudad de Bruselas y la separación de Ixelles en dos partes disconexas.
Para la Exposición Universal de 1958, la avenida fue remodelada totalmente, integrando en su centro una autopista urbana que atravesaba en túnel los cruces y ofrecía un acceso directo a la petite ceinture. Esta configuración se mantiene todavía en la actualidad, y ha implicado que ninguna línea de metro recorra la avenida, pese a su gran densidad de construcciones y sus funciones múltiples de comercios, oficinas y viviendas, siendo el metro de alguna manera sustituido por los túneles de la autopista. No obstante, la línea 94 del tranvía discurre desde la Place Stéphanie hasta el depósito de Woluwe.
En la Avenue Louise nació la escritora Marguerite Yourcenar, nacida en el número 193 de la calle el 8 de junio de 1903 (edificio que no se conserva actualmente).

### Sede de la Gestapo
Durante la Segunda Guerra Mundial, tras la invasión alemana de Bélgica, Bruselas fue ocupada por el ejército alemán. La organización de seguridad nazi, la Sicherheitspolizei-Sicherheitsdienst, (Sipo-SD) de la que formaba parte la Gestapo, estableció su sede en Bruselas en la Avenue Louise. Ocupaba los números 347, 418, 453 y 510; inicialmente su sede estaba en el número 453, la Résidence Belvédère.
El 20 de enero de 1943, Jean de Sélys Longchamps, un belga (nacido en Bruselas) que se había convertido en piloto de combate en la Royal Air Force, lanzó un ataque en solitario, sin la autorización de sus superiores, contra la sede en el número 453. Aprovechándose de las anchas avenidas y de la gran altura del edificio objetivo en comparación con los edificios vecinos, voló con su Hawker Typhoon a baja altura directamente hacia el edificio, disparando los cañones de 20mm del avión, antes de volver a Inglaterra.
Tras este ataque, el SD trasladó su sede al número 347 de la Avenue Louise. Las bodegas de este edificio se usaron para detener e interrogar a los miembros capturados de la resistencia belga. Esto hizo que se asociara el nombre de la Avenue Louise con las torturas realizadas aquí.
Actualmente hay un monumento al Barón de Selys Longchamps frente al 453 Avenue Louise.

## Lugares de interés

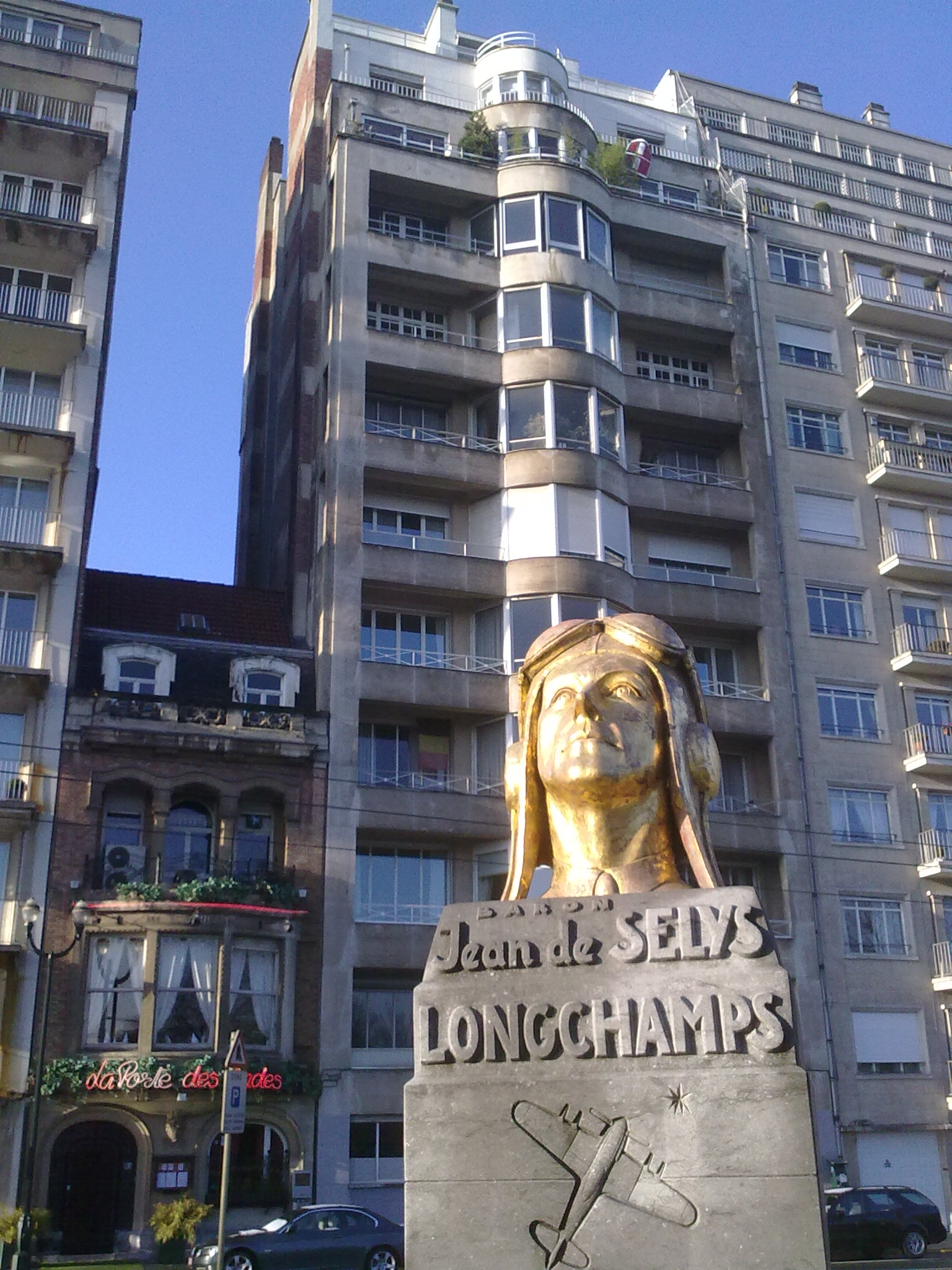
Busto del Barón Jean de Selys Longchamps frente a la antigua sede de la Gestapo en el número 453.

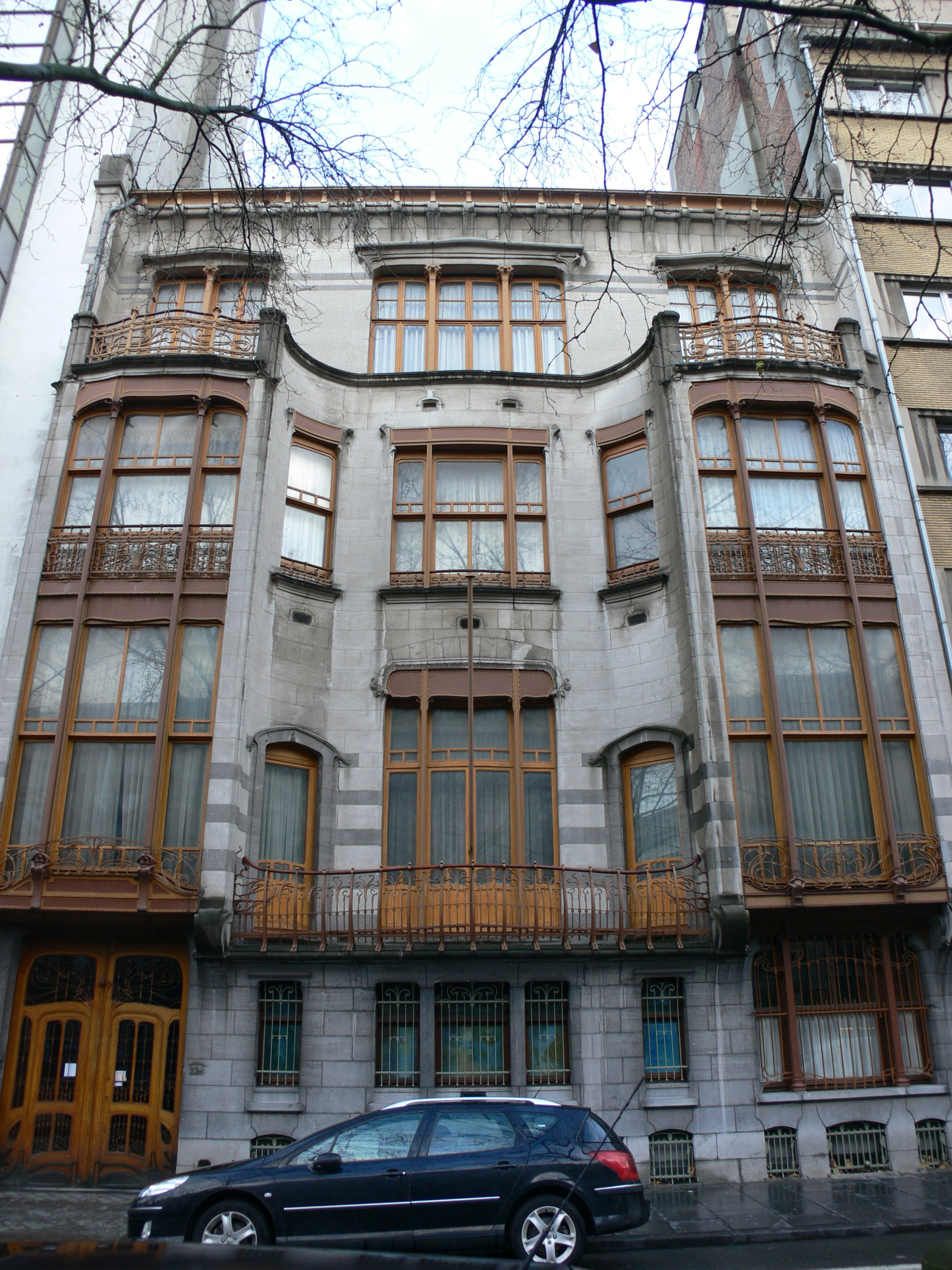
El Hôtel Solvay.

En la actualidad, la Avenue Louise alberga muchas tiendas, restaurantes y oficinas de alta gama. De norte a sur, los monumentos más importantes son:
- Place Louise, un nodo fundamental del transporte de la ciudad, que contiene una estación de tranvía y metro. El Palacio de Justicia de Bruselas está cerca.
- Place Stéphanie, otra plaza muy ajetreada rodeada por tiendas de lujo. Aquí empieza la parte arbolada de la avenida.
- La Louise Tower, también conocida como Generali Tower, uno de los edificios de oficinas más altos de Bruselas.
- La intersección con la Chaussée de Vleurgat / Vleurgatsteenweg (que conduce ladera abajo hacia la cercana Place Flagey), dominada por el rascacielos Blue Tower.
- El pintoresco Jardín Real (Hof van de Koning o Jardin du Roi), un jardín que desciende hacia los cercanos Estanques de Ixelles.
- La escultura de bronce de 16 toneladas de Olivier Strebelle Le Phénix 44, que conmemora el aniversario de la liberación de Bruselas, que se sitúa en la rotonda frente al Jardín Real.
- La Place Sélys Longchamps, que contiene varias estatuas, la entrada a Abadía de La Cambre, y la gran Tour ITT.
- Una rotonda rodeada por dos pabellones neoclásicos gemelos que terminan la avenida. Más allá de ella se sitúa el Bosque de la Cambre.
- Cerca está la Catedral de la Santísima Trinidad, parte de la Iglesia de Inglaterra.

La línea 94 del tranvía recorre toda la avenida, todo ello en una pista segregada excepto en la pequeña sección goulet Louise.

### Edificios protegidos
- n.º 224: Hôtel Solvay (diseñado por Victor Horta, declarado Patrimonio de la Humanidad dentro de la Obra de Victor Horta en Bruselas).
- n.º 346: Hôtel Max Hallet (diseñado por Horta).
- n.º 520: Aquí se encontraba el Hôtel Aubecq (diseñado por Horta) hasta su demolición en 1949.
- n.º 544 y 589: Antiguos pabellones de la Porte de Namur.

### Esculturas
- Frente al número 453: Baron Jean de Selys Longchamps, bronce de Paul Boedts (1992).
- A la altura del número 380 (Jardín Real): Phoenix 44, escultura monumental de Olivier Strebelle (1994).

### Embajadas
La Avenue Louise contiene las siguientes embajadas:
- n.º 130: República Dominicana
- n.º 176: Bolivia
- n.º 181: Montenegro
- n.º 225: Argentina
- n.º 250: Baréin
- n.º 350: Brasil
- n.º 363: Ecuador
- n.º 379: Surinam
- n.º 425: Croacia
- n.º 475: Paraguay
- n.º 489: Costa Rica

## Elgoulet Louise
La parte de la avenida de 250 metros de longitud entre las plazas Louise y Stephanie se llama le goulet Louise («el cuello de botella de Louise»). Con dos líneas de tranvía y miles de coches compartiendo este estrecho segmento de la avenida, se producen aquí grandes atascos de tráfico durante las horas punta. El problema ya era obvio a principios de los años ochenta, por lo que se construyó un túnel para el tranvía bajo este tramo junto con la estación de metro en la Place Louise. Sin embargo, la construcción se abandonó cerca de su finalización debido a las protestas de los comercios de la zona, que temían pérdidas si se desviaba a los clientes por un túnel.
El túnel de tranvía casi completado bajo el goulet Louise sigue sin usar a fecha de 2009. Se han planteado varias soluciones al problema del tráfico. Una de ellas propone peatonalizar todo el tramo, hacer que los tranvías discurran por la superficie y solo permitir el acceso a los vehículos de distribución en un horario determinado. Otra, mucho más costosa, involucra finalizar el túnel y desviar todos los tranvías por él.